# Aeropuerto de Cà Mau
El Aeropuerto Ca Mau  (Sân bay Cà Mau) está localizado en  Cà Mau, Vietnam. Este aeropuerto tiene una pista de aterrizaje de 1500m x 30 m (asfalto), capaz para servir un avión de gama media como ATR-72.

## Aerolíneas y destinos
- Vietnam Air Services Company (Ciudad Ho Chi Minh) (Aeropuerto internacional de Tan Son Nhat)[1]